# ジュメイラ・エミレーツ・タワーズ・ホテル
ジュメイラ・エミレーツ・タワーズ・ホテル（別名エミレーツ・タワー・ツー）は、ドバイのジュメイラが運営するホテルで、世界で48番目の高さを持ち、かつ世界で3番目に高いホテルでもある。